# 이스트데번

이스트데번의 위치

이스트데번(영어: East Devon)은 잉글랜드 데번주에 위치한 비도시 자치구로 중심 도시는 시드머스이며 인구는 136,374명(2014년 기준), 면적은 814.4km2이다.